# Tour de France 2014 – 20. etap
20. etap kolarskiego wyścigu Tour de France 2014 odbył się 26 lipca. Start etapu miał miejsce w miejscowości Bergerac, zaś meta w Périgueux. Był to etap jazdy indywidualnej na czas, który liczył 54 kilometry.
Zwycięzcą etapu został niemiecki kolarz Tony Martin. Drugie miejsce zajął Holender Tom Dumoulin, a trzecie Czech Jan Bárta.

## Wyniki etapu
| Miejsce | Zawodnik               | Państwo           | Zespół                               | Czas       | Punkty |
| ------- | ---------------------- | ----------------- | ------------------------------------ | ---------- | ------ |
| 1.      | Tony Martin            | Niemcy            | Omega Pharma-Quick-Step Cycling Team | 1h 06' 21" | 45     |
| 2.      | Tom Dumoulin           | Holandia          | Team Giant-Shimano                   | +1' 39"    | 35     |
| 3.      | Jan Bárta              | Czechy            | Team NetApp-Endura                   | +1' 47"    | 30     |
| 4.      | Vincenzo Nibali        | Włochy            | Astana Pro Team                      | +1' 58"    | 26     |
| 5.      | Leopold König          | Czechy            | Team NetApp-Endura                   | +2' 02"    | 22     |
| 6.      | Tejay van Garderen     | Stany Zjednoczone | BMC Racing Team                      | +2' 08"    | 20     |
| 7.      | Jean-Christophe Péraud | Francja           | Ag2r-La Mondiale                     | +2' 27"    | 18     |
| 8.      | Sylvain Chavanel       | Francja           | IAM Cycling                          | +2' 36"    | 16     |
| 9.      | Markel Irizar          | Hiszpania         | Trek Factory Racing                  | +2' 39"    | 14     |
| 10.     | Daniel Oss             | Włochy            | BMC Racing Team                      | +2' 58"    | 12     |
| 11.     | Danny Pate             | Stany Zjednoczone | Team Sky                             | +3' 01"    | 10     |
| 12.     | Thibaut Pinot          | Francja           | FDJ.fr                               | +3' 12"    | 8      |
| 13.     | Martin Elmiger         | Szwajcaria        | IAM Cycling                          | +3' 12"    | 6      |
| 14.     | Maciej Bodnar          | Polska            | Cannondale Pro Cycling               | +3' 13"    | 4      |
| 15.     | Svein Tuft             | Kanada            | Orica GreenEdge                      | +3' 23"    | 2      |
| 16.     | Peter Velits           | Słowacja          | BMC Racing Team                      | +3' 24"    | —      |
| 17.     | Nelson Oliveira        | Portugalia        | Lampre-Merida                        | +3' 30"    | —      |
| 18.     | Tanel Kangert          | Estonia           | Astana Pro Team                      | +3' 35"    | —      |
| 19.     | Luke Durbridge         | Australia         | Orica GreenEdge                      | +3' 38"    | —      |
| 20.     | Lieuwe Westra          | Holandia          | Astana Pro Team                      | +3' 44"    | —      |
| 21.     | Haimar Zubeldia        | Hiszpania         | Trek Factory Racing                  | +3' 45"    | —      |
| 22.     | Ion Izagirre           | Hiszpania         | Movistar Team                        | +4' 00"    | —      |
| 23.     | Andrij Hriwko          | Ukraina           | Astana Pro Team                      | +4' 05"    | —      |
| 24.     | Gatis Smukulis         | Łotwa             | Team Katusha                         | +4' 06"    | —      |
| 25.     | Giovanni Visconti      | Włochy            | Movistar Team                        | +4' 15"    | —      |
| 26.     | Romain Bardet          | Francja           | Ag2r-La Mondiale                     | +4' 17"    | —      |
| 27.     | José Mendes            | Portugalia        | Team NetApp-Endura                   | +4' 23"    | —      |
| 28.     | Alejandro Valverde     | Hiszpania         | Movistar Team                        | +4' 28"    | —      |
| 29.     | Jérémy Roy             | Francja           | FDJ.fr                               | +4' 30"    | —      |
| 30.     | Jesús Herrada          | Hiszpania         | Movistar Team                        | +4' 31"    | —      |

## Klasyfikacje po 20. etapie

### Klasyfikacja generalna
| Miejsce | Zawodnik               | Państwo           | Zespół                       | Czas        |
| ------- | ---------------------- | ----------------- | ---------------------------- | ----------- |
|         | Vincenzo Nibali        | Włochy            | Astana Pro Team              | 86h 37' 52" |
| 2.      | Jean-Christophe Péraud | Francja           | Ag2r-La Mondiale             | +7' 52"     |
| 3.      | Thibaut Pinot          | Francja           | FDJ.fr                       | +8' 24"     |
| 4.      | Alejandro Valverde     | Hiszpania         | Movistar Team                | +9' 55"     |
| 5.      | Tejay van Garderen     | Stany Zjednoczone | BMC Racing Team              | +11' 44"    |
| 6.      | Romain Bardet          | Francja           | Ag2r-La Mondiale             | +11' 46"    |
| 7.      | Leopold König          | Czechy            | Team NetApp-Endura           | +14' 41"    |
| 8.      | Haimar Zubeldia        | Hiszpania         | Trek Factory Racing          | +18' 12"    |
| 9.      | Laurens ten Dam        | Holandia          | Belkin Pro Cycling Team      | +18' 20"    |
| 10.     | Bauke Mollema          | Holandia          | Belkin Pro Cycling Team      | +21' 24"    |
| 11.     | Pierre Rolland         | Francja           | Team Europcar                | +23' 16"    |
| 12.     | Fränk Schleck          | Luksemburg        | Trek Factory Racing          | +25' 57"    |
| 13.     | Jurgen Van den Broeck  | Belgia            | Lotto-Belisol                | +34' 01"    |
| 14.     | Jurij Trofimow         | Rosja             | Team Katusha                 | +36' 50"    |
| 15.     | Steven Kruijswijk      | Holandia          | Belkin Pro Cycling Team      | +38' 15"    |
| 16.     | Brice Feillu           | Francja           | Bretagne-Séché Environnement | +43' 59"    |
| 17.     | Chris Horner           | Stany Zjednoczone | Lampre-Merida                | +44' 46"    |
| 18.     | Mikel Nieve            | Hiszpania         | Team Sky                     | +46' 40"    |
| 19.     | John Gadret            | Francja           | Movistar Team                | +47' 30"    |
| 20.     | Tanel Kangert          | Estonia           | Astana Pro Team              | +52' 11"    |

### Klasyfikacja punktowa
| Miejsce | Zawodnik             | Państwo   | Zespół                               | Punkty   |
| ------- | -------------------- | --------- | ------------------------------------ | -------- |
|         | Peter Sagan          | Słowacja  | Cannondale Pro Cycling               | 417 pkt. |
| 2.      | Bryan Coquard        | Francja   | Team Europcar                        | 253 pkt. |
| 3.      | Alexander Kristoff   | Norwegia  | Team Katusha                         | 247 pkt. |
| 4.      | Mark Renshaw         | Australia | Omega Pharma-Quick-Step Cycling Team | 189 pkt. |
| 5.      | Vincenzo Nibali      | Włochy    | Astana Pro Team                      | 182 pkt. |
| 6.      | Marcel Kittel        | Niemcy    | Team Giant-Shimano                   | 177 pkt. |
| 7.      | Greg Van Avermaet    | Belgia    | BMC Racing Team                      | 147 pkt. |
| 8.      | André Greipel        | Niemcy    | Lotto-Belisol                        | 143 pkt. |
| 9.      | Ramūnas Navardauskas | Litwa     | Garmin-Sharp                         | 127 pkt. |
| 10.     | Samuel Dumoulin      | Francja   | Ag2r-La Mondiale                     | 117 pkt. |

### Klasyfikacja górska
| Miejsce | Zawodnik               | Państwo           | Zespół                 | Punkty   |
| ------- | ---------------------- | ----------------- | ---------------------- | -------- |
|         | Rafał Majka            | Polska            | Tinkoff-Saxo           | 181 pkt. |
| 2.      | Vincenzo Nibali        | Włochy            | Astana Pro Team        | 168 pkt. |
| 3.      | Joaquim Rodríguez      | Hiszpania         | Team Katusha           | 112 pkt. |
| 4.      | Thibaut Pinot          | Francja           | FDJ.fr                 | 89 pkt.  |
| 5.      | Jean-Christophe Péraud | Francja           | Ag2r-La Mondiale       | 85 pkt.  |
| 6.      | Alessandro De Marchi   | Włochy            | Cannondale Pro Cycling | 78 pkt.  |
| 7.      | Thomas Voeckler        | Francja           | Team Europcar          | 61 pkt.  |
| 8.      | Giovanni Visconti      | Włochy            | Movistar Team          | 54 pkt.  |
| 9.      | Alejandro Valverde     | Hiszpania         | Movistar Team          | 48 pkt.  |
| 10.     | Tejay van Garderen     | Stany Zjednoczone | BMC Racing Team        | 48 pkt.  |

### Klasyfikacja młodzieżowa
| Miejsce | Zawodnik           | Państwo           | Zespół                               | Czas        |
| ------- | ------------------ | ----------------- | ------------------------------------ | ----------- |
|         | Thibaut Pinot      | Francja           | FDJ.fr                               | 86h 46' 16" |
| 2.      | Romain Bardet      | Francja           | Ag2r-La Mondiale                     | +3' 22"     |
| 3.      | Michał Kwiatkowski | Polska            | Omega Pharma-Quick-Step Cycling Team | +1h 12' 25" |
| 4.      | Tom Dumoulin       | Holandia          | Team Giant-Shimano                   | +1h 39' 45" |
| 5.      | Ion Izagirre       | Hiszpania         | Movistar Team                        | +1h 52' 26" |
| 6.      | Rafał Majka        | Polska            | Tinkoff-Saxo                         | +2h 09' 29" |
| 7.      | Rudy Molard        | Francja           | Cofidis, Solutions Crédits           | +2h 25' 02" |
| 8.      | Ben King           | Stany Zjednoczone | Garmin-Sharp                         | +2h 33' 02" |
| 9.      | Tom-Jelte Slagter  | Holandia          | Garmin-Sharp                         | +2h 40' 56" |
| 10.     | Jesús Herrada      | Hiszpania         | Movistar Team                        | +2h 43' 19" |

### Klasyfikacja drużynowa
| Miejsce | Zespół                  | Państwo           | Czas         |
| ------- | ----------------------- | ----------------- | ------------ |
|         | Ag2r-La Mondiale        | Francja           | 260h 24' 10" |
| 2.      | Belkin Pro Cycling Team | Holandia          | +34' 44"     |
| 3.      | Movistar Team           | Hiszpania         | +1h 05' 44"  |
| 4.      | BMC Racing Team         | Stany Zjednoczone | +1h 08' 09"  |
| 5.      | Team Europcar           | Francja           | +1h 34' 58"  |
| 6.      | Astana Pro Team         | Kazachstan        | +1h 35' 37"  |
| 7.      | Team Sky                | Wielka Brytania   | +1h 40' 34"  |
| 8.      | Trek Factory Racing     | Stany Zjednoczone | +2h 05' 49"  |
| 9.      | FDJ.fr                  | Francja           | +2h 30' 29"  |
| 10.     | Lampre-Merida           | Włochy            | +2h 32' 50"  |